# Supercoupe de Belgique de football 1987
La Supercoupe de Belgique 1987 a opposé le vainqueur du championnat de division 1 belge 1986-1987, le RSC Anderlecht et le vainqueur de la coupe de Belgique 1986-1987, le FC Malines. Cette édition a la particularité de s'être jouée sur 2 matches. Le premier match, disputé le 15 août 1987, s'est terminé sur un match nul 1-1. Il fut donc décidé de rejouer le match trois jours plus tard, et cette fois le RSC Anderlecht l'emporte 2-0, ajoutant ainsi une deuxième Supercoupe à son palmarès.

## Feuilles de matches

### Premier match
| 15 août 1987 | RSC Anderlecht | 1-1 | FC Malines | Stade Constant Vanden Stock, Anderlecht |  |
|              |                |     |            |                                         |  |

### Second match
| 18 août 1987 | RSC Anderlecht | 2-0 | FC Malines | Stade Constant Vanden Stock, Anderlecht |  |
|              |                |     |            |                                         |  |